# Стоддарт, Чарльз
Чарльз Стоддарт (англ. Charles Stoddart; 23 июля 1806, Ипсуич — 17 июня 1842, Бухара) ― британский офицер и дипломат, британский агент в Центральной Азии в ходе Большой Игры. Полковник.

## Биография
Сын майора Стивена Стоддарта.
Образование получил в элитных учебных заведениях Великобритании.
В 1838 году посланный с миссией убедить эмира Бухары Насруллу подписать договор о дружбе с Великобританией, он был арестован эмиром и долгое время находился в заточении. 
В ноябре 1841 года капитан Артур Конолли прибыл в Бухару, чтобы попытаться добиться освобождения Стоддарта. Ему это не удалось. Оба были казнены по обвинению в шпионаже в пользу Британской империи.